# Xi Phoenicis
Xi Phoenicis (ξ Phoenicis, HD 3980) é uma estrela binária na constelação de Phoenix. A estrela primária tem uma magnitude aparente visual de 5,70, sendo visível a olho nu em locais com pouca poluição luminosa. Com base em sua paralaxe medida pela sonda Gaia, o sistema está a cerca de 220 anos-luz (68 parsecs) de distância da Terra.
A estrela primária do sistema é uma estrela peculiar do tipo Ap, notável por apresentar um forte campo magnético associado a uma distribuição heterogênea de elementos na superfície estelar. Ela também já foi identificada como uma variável Alpha2 Canum Venaticorum. A estrela secundária é uma companheira visual de magnitude 9,9 separada da primária por cerca de 13 segundos de arco.

## Estrela primária
A estrela primária é uma estrela quimicamente peculiar do tipo Ap classificada com um tipo espectral de A3 Vp(SrCr v. st; K sn), com o sufixo indicando que o espectro tem linhas muito fortes de estrôncio e crômio. A estrela tem aproximadamente o dobro do raio solar e está irradiando cerca de 17 vezes a luminosidade solar de sua fotosfera a uma temperatura efetiva de 8 300 K. Modelos de evolução estelar indicam que suas propriedades são consistentes com uma massa de 1,91 vezes a massa solar e uma idade de 680 milhões de anos.
Como é típico de estrelas Ap, a estrela possui um forte campo magnético que é variável ao longo de um período de rotação. Ele pode ser modelado como um campo dipolar com intensidade polar de 7 kG, inclinado em 88° em relação ao eixo de rotação estelar. A reconstrução da superfície da estrela mostrou que ela é heterogênea e apresenta regiões com diferentes abundâncias químicas, que parecem estar associadas à geometria do campo magnético. Por exemplo, lítio e oxigênio possuem abundâncias altas nos polos magnéticos e baixas no equador magnético, enquanto elementos como silício e lantânio estão concentrados em uma área entre o equador magnético e os polos magnéticos. No entanto, esses resultados têm sido contestados, e já foi proposto que os mapas de abundância estão incorretos devido ao forte campo magnético da estrela.
Uma estrela variável do tipo Alpha2 Canum Venaticorum, sua magnitude visual varia entre 5,68 e 5,78 ao longo de um período de 3,9516 dias, que corresponde ao período de rotação da estrela e também está associado a mudanças no espectro e no campo magnético. A variação de brilho é máxima na banda v, com uma amplitude de 0,13 magnitudes. A curva de luz nessa banda é simétrica e apresenta dois mínimos distintos separados por meio período de rotação, enquanto os dois máximos são iguais. Em outras bandas a variabilidade é menor ou até inexistente, e não apresenta um padrão tão regular como em v. A estrela é similar em muitos aspectos às estrelas Ap de oscilações rápidas, mas não possui as pulsações rápidas que caracterizam essa classe de estrelas.

## Estrela secundária
Xi Phoenicis é conhecida como uma estrela dupla desde 1834, data da primeira observação registrada no Catálogo de Estrelas Duplas Washington. A posição relativas dos dois componentes se mantém aproximadamente constante até o presente, confirmando que eles possuem movimento próprio comum e formam um sistema binário verdadeiro. A estrela secundária tem uma magnitude aparente visual de 9,86 e em 2007 estava a uma separação angular de 13,06 segundos de arco e ângulo de posição de 252,5°, em relação à primária. Considerando a distância até o sistema, isso corresponde a uma separação projetada de 875 UA entre as estrelas. A massa da secundária é estimada em 81% da massa solar.
Esta estrela está presente no segundo lançamento do catálogo da sonda Gaia (Gaia DR2), que mediu independentemente uma distância igual à da primária, e lista um raio de 0,76 raios solares, luminosidade de 33% da solar, e temperatura efetiva de 5 000 K.